# Єшинов Володимир Миколайович
Єшинов Володимир Миколайович (18 лютого 1949 — 30 липня 2024) — російський академічний веслувальник.
Олімпійський чемпіон 1976 року в складі розпашної четвірки зі стерновим, учасник 1972 року.
Чемпіон світу 1974 (розпашні двійки зі стерновим), 1975 (розпашні четвірки зі стерновим) років, срібний призер 1977 року в складі вісімки, бронзовий призер 1970 року в складі розпашної двійки зі стерновим.
Чемпіон Європи 1973 року в складі розпашної двійки зі стерновим, бронзовий призер 1971 року в складі розпашної двійки зі стерновим.